# Dumitru Budianschi
Dumitru Budianschi (n. 2 septembrie 1961) este un matematician, economist și politician moldovean care a deținut funcția de ministru al Finanțelor al Republicii Moldova în Guvernul Gavrilița.